# Maren Meinert
Maren Meinert (Rheinhausen, 5 agosto 1973) è un'ex calciatrice e allenatrice di calcio tedesca, di ruolo centrocampista e attaccante, selezionatrice delle nazionali giovanili tedesche Under-19 e Under-20.

## Carriera

### Calciatrice

#### Club
Nella prima parte della carriera Maren Meinert gioca in Frauen-Bundesliga, il livello di vertice del campionato tedesco femminile di calcio, indossando la maglia del Rumeln-Kaldenhausen fino al 1997, quando la squadra viene ridenominata FCR Duisburg 55. Meinert gioca con la nuova squadra fino al termine del campionato 1999-2000. Nell'estate 2000 si trasferisce al Brauweiler Pulheim, che in seguito verrà assorbito dal Colonia, per giocare la stagione 2000-2001 con la società del quartiere di Pulheim.
Nell'estate 2001 decide di trasferirsi negli Stati Uniti d'America, sottoscrivendo assieme alla connazionale Bettina Wiegmann un contratto con il Boston Breakers, squadra allora iscritta alla Women's United Soccer Association (WUSA) e con la quale terminerà la carriera. Nel 2003 viene votata migliore calciatrice del torneo e con 81 reti siglate risulta la migliore realizzatrice della WUSA.

### Allenatrice
Dopo il ritiro dal calcio giocato nel 2005 viene nominata dalla federazione tedesca responsabile delle nazionali giovanili tedesche Under-19 e, quando qualificata, Under-20.

## Palmarès

### Nazionale

#### Olimpiadi
- Bronzo a Sydney 2000.

### Mondiali
- Oro a Germania 2003.

#### Europei
- Oro a Norvegia e Svezia 1997.
- Oro a Germania 2001.

#### Individuali
- Miglior calciatrice WUSA: 1

2003

### Allenatrice
- Campionato mondiale femminile Under 20 di calcio: 2

Germania 2010, Canada 2014
- Campionato europeo femminile Under 19 di calcio: 3

Svizzera 2006, Islanda 2007, Italia 2011